# Alfonso María Rodríguez Salas
Alfonso María Rodríguez Salas, més conegut com a Foncho, (La Laguna, 29 d'abril de 1939 - L'Hospitalet, 20 de març de 1994) fou un futbolista canari de les dècades de 1950 i 1960.

## Trajectòria
Començà a destacar a les files del Club Deportivo Tenerife l'any 1956, on romangué dues temporades, jugant, a continuació una temporada al CD Eldenc i una altra al Reial Múrcia CF. L'any 1960 fitxà pel FC Barcelona, on jugà durant set temporades, fins al 1967. Debutà amb el club a les ordres de l'entrenador Ljubiša Broćić en un partit amistós enfront del Club Esportiu Europa.
Va jugar com a titular la final de la Copa d'Europa de 1961, que el Barça va perdre contra el Benfica per 2 a 3 al Wankdorf Stadium de Berna, la primera final de la Copa d'Europa que jugava el Barça.
Guanyà la Copa espanyola el 1963 i la Copa de Fires de la temporada 1965-66. A més disputà un total de 92 partits de lliga. La temporada 1967-68 fitxà pel Reial Saragossa, la seva darrere en actiu. Fou 2 cops internacional enfront Gal·les amb la selecció espanyol de futbol l'any 1961, on marcà un gol.

## Palmarès
FC Barcelona
- Copa espanyola: 
  - 1962-63
- Copa de Fires: 
  - 1965-66